# Betty Careless
Betty Careless ou Betsy Careless (vers 1704-1739) est une prostituée célèbre et plus tard une propriétaire de lupanar à Londres au XVIIIe siècle. Probablement née Elizabeth Carless (bien qu’elle ait ensuite utilisé le nom de Mme Elizabeth Biddulph), elle a adapté son nom pour mieux correspondre à sa profession. Son nom, sa beauté et sa réputation ont fait d'elle, comme Sally Salisbury avant elle, une sorte de courtisane archétypale de la culture populaire de l'époque. 